# Simon Malsius
Simon Malsius, seit 1623 Malsius von Malschen (* 25. April 1585 in Brotterode; † 18. April 1648 in Halle), war ein deutscher Jurist und Kanzler unter verschiedenen absolutistischen Herrschern deutscher Kleinstaaten innerhalb des Heiligen Römischen Reiches. Später wurde er zum Hofpfalzgrafen erhoben.

## Biografie
Malsius war der Sohn des Gerichtsschöffen und Eisenhändlers Caspar Malsch aus Brotterode im Amt Schmalkalden und der Christina geb. Reisig. Der Pastor, spätere Domprediger zu Halle und Magdeburger Superintendent Johann Malsius (1574–1638) war sein Bruder.
Nach dem von 1601 bis 1604 betriebenen Studium der Rechtswissenschaften in Jena, Wittenberg und Leipzig und der Promotion zum Dr. iur. in Basel (1607) praktizierte zunächst in Leipzig als Advokat. 
1620 rief ihn Graf Anton Günther als Rat nach Oldenburg. Für Anton-Günter war Malsius bis 1626 sowie im Jahre 1629 vor allem wegen des Weserzolls auf zahlreichen Gesandtschaftsreisen tätig, die ihn in diesen Jahren in diverse europäische Hauptstädte, in die Hauptstädte der deutschen Kurfürsten sowie mehrfach auch nach Celle, Zerbst, Coswig, Münster, Regensburg und Prag führten. Nach eigenen Angaben reiste er dabei über 5.000 Meilen. Bei seiner Reise an den Kaiserhof in Wien wurde ihm 1623 die Adelsbestätigung (als Malsius von Malschen) und Wappenbesserung verliehen. Später versetzte ihn Graf Anton Günther als Landrichter nach Jever.
1630 trat Malsius aus dem Dienst der Grafschaft Oldenburg aus, weil ihm das Seeklima nicht zuträglich war. Gefördert durch seinen zweiten Schwiegervater, den magdeburgischen Kanzler Kilian Stisser, wechselte er dann in die Dienste des Administrators des Erzbistums Magdeburg in Halle, wo er 1634 Vizekanzler und 1635 Kanzler wurde. Von 1638 bis 1645 amtierte er als Geheimer Rat und Kanzler des Herzogs von Sachsen-Eisenach in Eisenach. Anschließend ging er zurück nach Halle und wurde zuletzt noch zum anhalt-zerbstischen Rat von Haus aus ernannt, wobei ihm die familiäre Verbindung des Hauses Anhalt-Zerbst zum Haus Oldenburg sicherlich hilfreich war. Noch 1646 bot er dem Grafen von Oldenburg wiederum seine Vermittlerdienste bei thüringischen Gesandten während der Verhandlungen zum Westfälischen Frieden in Osnabrück an, zur Förderung der oldenburgischen Ansprüche auf den Weserzoll.
Malsius wurde auch zum Hofpfalzgrafen (Comes Palatinus) ernannt.

## Familie
Nach dem Tode seiner ersten Frau Anna geb. Koppen († 17. Mai 1625 in Oldenburg), der Tochter eines Torgauer Ratsherren, heiratete er 1626 in Torgau Anna Maria Stisser (1605–1668), die Tochter des magdeburgischen Kanzlers Kilian Stisser (1562–1620). Aus dieser Verbindung entstammte die Tochter Christina Margarethe Malsius (1631–1681), die mit Friedrich Wilhelm Leyser, evangelischer Theologe und Oberdomprediger in Magdeburg, verheiratet war. Die weitere Tochter Dorothea Malsius (1642–1679) heiratete den evangelischen Theologen und Kirchenlieddichter Johann Gottfried Olearius.
Sein Sohn aus erster Ehe, Philipp Heinrich Malsius (* 28. Mai 1618 in Leipzig; † 27. August 1655 in Magdeburg), war Probst des Klosters Unserer Lieben Frauen in Magdeburg. Dessen Tochter Anna Magdalena Malsius (* 22. April 1655 in Magdeburg) war mit einem Enkel des Kilian Stisser, Statius Friedrich Stisser (* 1648 in Hannover; † 21. Februar 1689 in Aschersleben) verheiratet, der ab 1683 als Stadtphysicus zu Aschersleben tätig war. Diese Anna Magdalena ehelichte als Witwe 1690 den seinerseits verwitweten Pastor zu Aschersleben, Johannes Knopff (* 13. März 1634 in Altenbruch, † 7. April 1691 in Aschersleben), der zuvor mit Susanna Pflaume (* 8. Mai 1654 in Aschersleben; † 17. Januar 1689 ebenda), einer Tochter des Ascherslebener Stadtvogts und Bürgermeisters Ascanius Pflaume, verheiratet gewesen war.